# Иншань (Наньчун)
Инша́нь (кит. упр. 营山, пиньинь Yíngshān, буквально: «горы подобные стене военного лагеря») — уезд городского округа Наньчун провинции Сычуань (КНР).

## История
При империи Суй был образован уезд Сяньань (咸安县). При империи Тан он был переименован в Ланчи (郎池县), а при империи Сун — в Иншань.
В 1950 году был создан Специальный район Наньчун (南充专区), и уезд Иншань перешёл в его подчинение. В 1970 году Специальный район Наньчун был переименован в Округ Наньчун (南充地区). В 1993 году постановлением Госсовета КНР округ Наньчун был преобразован в городской округ Наньчун.

## Административное деление
Уезд Иншань делится на 1 уличный комитет, 20 посёлков и 33 волости.